# Peter Düwel
Peter Düwel (* 1. Dezember 1932; † 11. März 1999) war ein deutscher Jurist und Ministerialbeamter.

## Leben
Düwel absolvierte ein Studium der Rechtswissenschaft, das er mit dem Zweiten Juristischen Staatsexamen abschloss. 1961 wurde er an der Universität Hamburg mit dem Thema Rechtsbewußtsein und existentielle Entscheidung zum Doktor der Rechte promoviert. Im Anschluss war er Gerichtsassessor und danach als Ministerialbeamter in der niedersächsischen Landesverwaltung tätig. Von 1980 bis 1987 war er Staatsrat der Schulbehörde, der Kulturbehörde und der Gesundheitsbehörde beim Senat der Freien und Hansestadt Hamburg. Vom 21. Juni 1990 bis zum 19. Februar 1991 amtierte er als Staatssekretär im Niedersächsischen Justizministerium. Von September 1991 bis Juni 1994 war er Kulturbeauftragter der niedersächsischen Landesregierung für die Expo 2000.
Düwel war Mitglied der SPD und lange Zeit Vorsitzender des Kulturforums der Sozialdemokratie in der Region Hannover.